# سارينا (كوينزلاند)
سارينا (بالإنجليزية: Sarina)‏ هي بلدةٌ ومنطقةٌ ساحلية في منطقة ماكاي في كوينزلاند في أستراليا. في التعداد السكاني عام 2011، كان عدد السكان 5,730 شخص.

## أعلام
- كيفن كامبيون
- مارتن بيلا